# Alexandra Fridrich
Alexandra Fridrich (* 1968 in Tübingen) ist eine deutsche Rechtsanwältin. Sie war von 2015 bis 2024 Richterin am Verfassungsgerichtshof für das Land Baden-Württemberg.

## Leben
Fridrich studierte von 1987 bis 1992 Rechtswissenschaft an der Universität Tübingen. Seit 1995 ist sie als Rechtsanwältin tätig und seit 1999 Fachanwälin für Verwaltungsrecht. Gegenwärtig ist sie Partnerin einer Kanzlei in Freiburg.
Am 8. Juli 2015 wurde Fridrich vom Landtag von Baden-Württemberg mit 120 gegen 5 Stimmen bei drei Enthaltungen zum Mitglied des Staatsgerichtshofs für das Land Baden-Württemberg gewählt. Sie war Mitglied der Gruppe mit Befähigung zum Richteramt. Ihre Amtszeit – das Gericht wurde im Dezember 2015 von Staatsgerichtshof in Verfassungsgerichtshof umbenannt – endete im Juli 2024.
Fridrich ist Vorsitzende der Arbeitsgemeinschaft Verwaltungsrecht Baden-Württemberg im Deutschen Anwaltverein.